# FC Como Women
Az FC Como Women egy olasz női labdarúgócsapat. A klub székhelye Comóban található. Hazai mérkőzéseiket a Stadio Giuseppe Sinigagliában rendezik.

## Története
A comói női labdarúgás eredete a hetvenes évekre vezethető vissza, azonban a klub formális megalakulása 1990-re az Olasz labdarúgó-szövetséghez való csatlakozásával datálódik. Társulásuk a Polisportiva Vigor Grandatéval a Serie D regionális osztályában teljesedett ki és egy esztendővel később már a harmadosztályban bizonyíthattak.
1997-ben Football Club Femminile Como 2000 néven létrejött az első független comói női együttes és a Serie C megnyerésével hamar a második vonalban találták magukat.
A 2001–02-es szezont már a Serie A-ban töltötték és egészen 2004-ig tartózkodhattak az élvonalban.
Hosszú ideig nem sikerült feljebb jutni és a Serie B biztos középcsapatává váltak, majd a 2010–2011-es idényben ugyan másodikként végeztek, de a bajnok Reggiana visszalépésével felkerültek a legjobbak közé. 2015-től három éven keresztül ingáztak az első- és másodosztály között, majd 2018-ban visszaestek a Serie C-be.
Stefano Verga érkeztével új időszámítás kezdődött a klubnál és Serie B-s feljutás után 2020-ban fuzionáltak a Riozzese csapatával.
Új névvel kezdtek neki a következő bajnoki idénynek és óriási küzdelemben, de végül sikerült a Brescia előtt megszerezni a bajnoki címet és a feljutó pozíciót az első osztályba.

## Sikerlista
- Serie B bajnok (3): 2000–01, 2015–16, 2021–22
- Serie C bajnok (2): 1997–98, 2018–19

## Játékoskeret
2022. augusztus 27-től
| #  |     | Poszt | Név                |
| -- | --- | ----- | ------------------ |
| 1  | ITA | K     | Beatrice Beretta   |
| 12 | SVK | K     | Mária Korenčiová   |
| 35 | ITA | K     | Chiara Bargna      |
| 40 | ITA | K     | Giulia Ruma        |
| 2  | MLT | V     | Emma Lipman        |
| 3  | ITA | V     | Marta Vergani      |
| 6  | NOR | V     | Malin Brenn        |
| 8  | BRA | KP    | Joyce Borini       |
| 14 | ITA | V     | Chiara Cecotti     |
| 15 | ITA | V     | Chiara Bianchi     |
| 24 | ITA | V     | Giulia Rizzon      |
| 27 | UKR | V     | Darja Kravec       |
| 4  | ITA | KP    | Federica Cavicchia |
| 5  | ITA | KP    | Lucia Pastrenge    |

| #  |     | Poszt | Név              |
| -- | --- | ----- | ---------------- |
| 10 | GER | KP    | Vivien Beil      |
| 13 | ITA | KP    | Ambra Liva       |
| 16 | SWE | KP    | Julia Karlernäs  |
| 18 | ALB | KP    | Alma Hilaj       |
| 21 | ITA | KP    | Miriam Picchi    |
| 23 | ITA | KP    | Matilde Pavan    |
| 33 | ITA | KP    | Aurora Pantano   |
| 9  | SMR | CS    | Chiara Beccari   |
| 11 | ITA | CS    | Alison Rigaglia  |
| 19 | ITA | CS    | Greta Di Luzio   |
| 20 | SUI | CS    | Nina Stapelfeldt |
| 22 | ITA | CS    | Elisa Carravetta |
| 58 | EST | CS    | Vlada Kubasszova |
| 77 | NOR | CS    | Camilla Linberg  |

## Korábbi híres játékosok
| - Giulia Ambrosetti - Rita Bertoni - Giorgia Bettineschi - Ilaria Bossi - Giulia Brazzarola - Alice Cama - Monica Carminati - Elena Cascarano - Giulia Cattaneo - Federica Clerici - Martina Cortesi - Erika Di Lascio | - Ilaria Dubini - Lisa Erba - Laura Fusetti - Martina Galletti - Laura Giuliani - Marisa Gorno - Lina Gritti - Denise Mazzola - Giulia Merigo - Michela Pellizzoni - Alessia Piazza - Karin Previtali | - Rossella Presutti - Agnese Ricco - Claudia Roventi - Francesca Tagini - Federica Ubbiali - Francesca Ventura - Maria Zanini - Suzanne Small - Catiana Vitanza - Belén Taborda - Saidat Adegoke - Cristina Carp |